# Strata (potrawa)

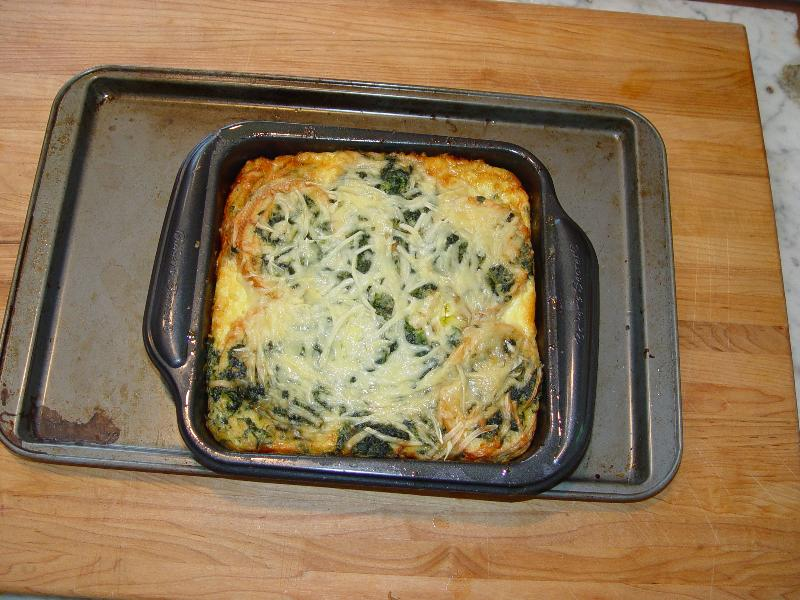
Śniadaniowa strata

Strata – potrawa z kuchni amerykańskiej, rodzaj zapiekanki. Składa się z warstw rozdrobnionego chleba, pomiędzy które wkłada się dowolne dodatki, np. warzywa, ser, mięso (np. kiełbasa) czy owoce morza, a następnie zalewa mieszanką jajek i mleka, po czym piecze. Powstała we wczesnym XX wieku.